# Franciszek Roth
Franciszek Roth (właśc. Piotr Franciszek Roth) (ur. 15 października 1866 w Warszawie, zm. 4 października 1935 w Warszawie) – rzeźbiarz, przedsiębiorca; syn Karola i Józefy z Okońskich.

## Życiorys

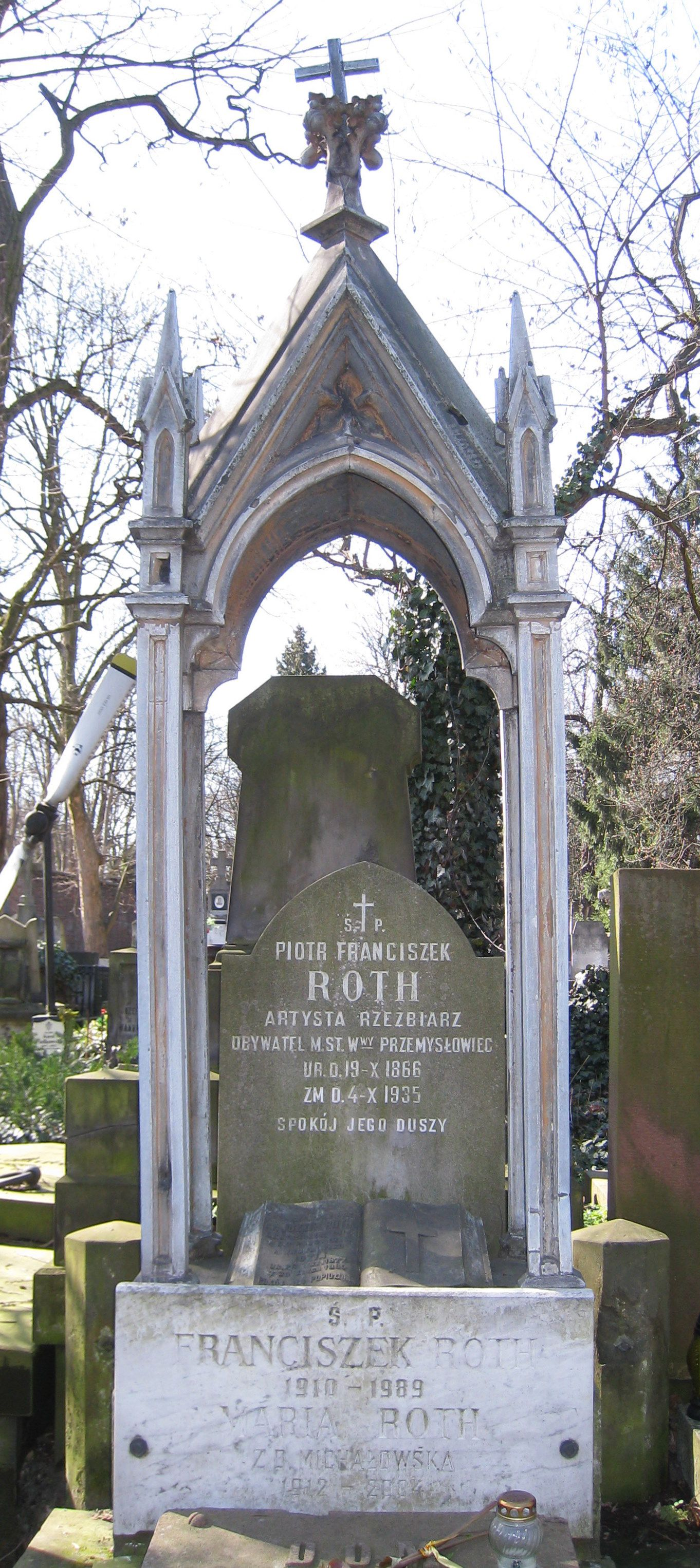
Grób rodziny Rothów na cmentarzu Powązkowskim

Uczęszczał do gimnazjum Wojciecha Górskiego, a następnie studiował w prywatnej szkole Wojciecha Gersona, gdzie specjalizował się w rzeźbie ornamentacyjnej związanej z budownictwem. Swoje rzeźby eksponował w Zachęcie, był autorem popiersia Michała Szuberta, które stanęło w 1917 r. w Ogrodzie Botanicznym UW, a także figur Piotra i Pawła na kościele św. Barbary w Warszawie. Od 1926 r. wystawiał swoje prace w Zachęcie, a w 1933 r. za figurę Tańczącej Nimfy otrzymał brązowy medal. Za projekt pomnika Tadeusza Kościuszki dla Łodzi otrzymał drugą nagrodę. Był członkiem rzeczywistym Towarzystwa Zachęty Sztuk Pięknych oraz członkiem Warszawskiego Towarzystwa Wioślarskiego.
W 1898 r. założył w Warszawie Zakład Sztukatorski, wytwarzający ornamentacje gipsowe i cementowe oraz wyroby ze sztucznego kamienia. Zakład mieścił się przy ul. Wilczej 58, a fabryka sztukaterii przy ul. Langerowskiej 6 (obecnie Chocimska). W 1910 r. firma zmieniła profil stając się Przedsiębiorstwem Robót Budowlanych. Po śmierci założyciela firmę prowadzili jego syn Franciszek Karol (1910–1989) i brat Władysław (1884–1965). Pochowany na cmentarzu Powązkowskim, kwatera IV-3-14.

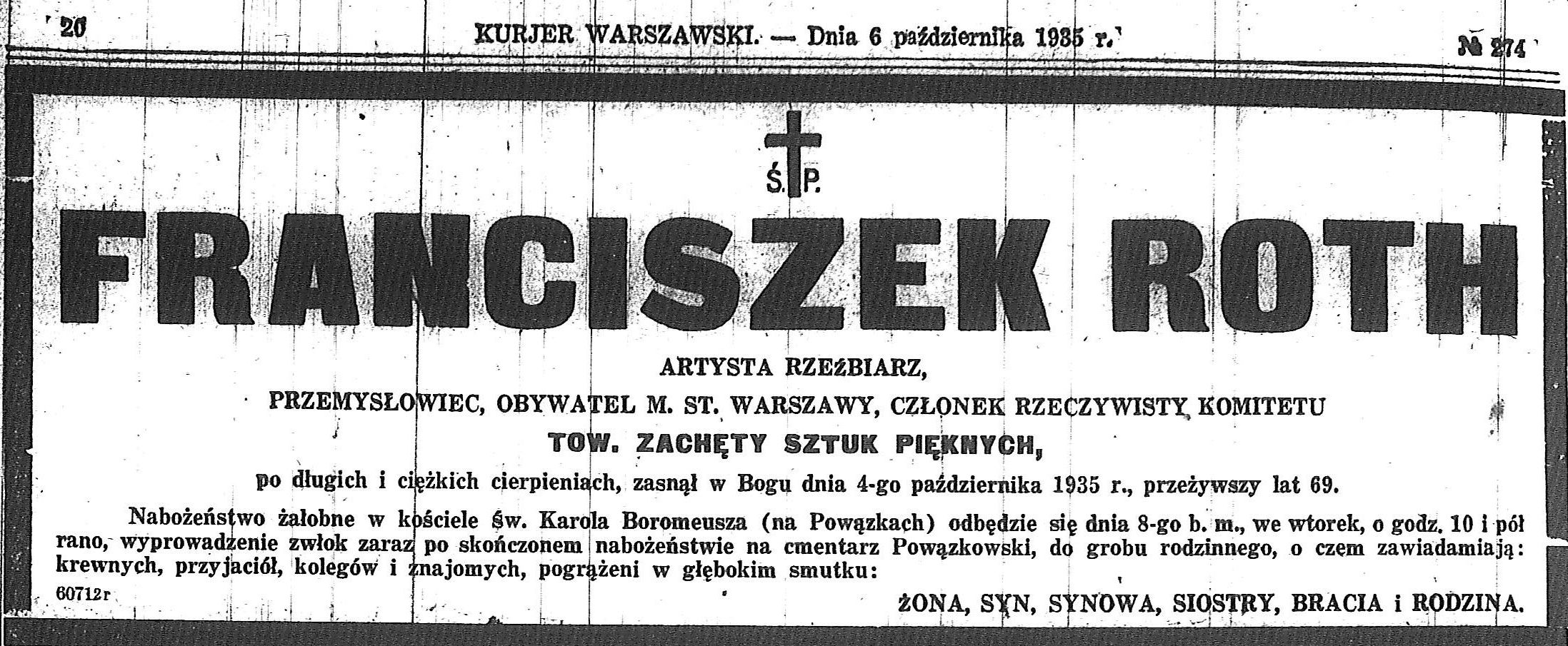
Nekrolog Franciszka Rotha zamieszczony w „Kurierze Warszawskim”, dn. 6.10.1935 r.

Żona: Florentyna Ludwika Hincha, syn: Franciszek Karol

## Ważniejsze prace wykonane przez pracownię Franciszka Rotha w Warszawie
- secesyjne sztukaterie w hotelu „Bristol” (ok. 1900 r.)
- ornamenty, płaskorzeźby i rzeźby na elewacji kamienicy Zambonich przy ul. Marszałkowskiej 129 (lata 1903–1904)
- sztukaterie w gmachu firmy bankierskiej „W. Landau” przy ul. Senatorskiej 38 (lata 1904–1906)
- sztukaterie w kamienicy przy Al. Jerozolimskich 47
- sztukaterie w kamienicy przy ul. Marszałkowskiej 8
- ozdoby na Filharmonii
- ozdoby na Teatrze Polskim
- ozdoby w Halach Targowych – Żelazna Brama
- ozdoby w Szkole Handlowej przy ul. Prostej
- ozdoby w domu hr. Raczyńskiego przy ul. Długiej (obecnie Archiwum Główne Akt Dawnych)
- ozdoby w gmachu Stowarzyszenia Techników przy ul. Włodzimierskiej (obecnie Czackiego)
- ozdoby w hotelu „Savoy”
- ozdoby w budynku firmy „Gebethner i Wolf” – róg ulic Zgoda i Siennej
- ozdoby w kamienicy hr. Branickiego przy ul. Smolnej
- ozdoby w domu warszawskiej gminy ewangelicko-augsburskiej przy ul. Erywańskiej (obecnie Kredytowa)

## Ważniejsze prace wykonane przez pracownie Franciszka Rotha poza Warszawą
- w gmachu Kasy Przemysłowców w Lublinie
- w pałacu hr. Tyszkiewicza w Czerwonym Dworze
- w pałacu hr. Małyńskiego w Żurnie na Wołyniu
- w pałacu hr. Raczyńskiego w Złotym Potoku
- w pałacu hr. Wielopolskiego w Chrobrzu
- w pałacu hr. Dębińskiego w Borkowice
- w pałacu ks. Czetwertyńskiego w Żołudku (obecnie Białoruś)
- w kościele parafialnym w Osiecku
- w kościele parafialnym św. Zygmunta w Częstochowie
- w kościele parafialnym w Brześciu Kujawskim

## Ważniejsze prace prowadzone przez Przedsiębiorstwo Robót Budowlanych rodziny Rothów
- budowa Gmachu Medycyny Sądowej przy ul. Oczki 3 (1923 r.),
- budowa domów mieszkalnych na Żoliborzu przy al. Wojska Polskiego (1928 r.)
- budowa domu małżeństwa Goede przy ul. Mazowieckiej 11
- budowa domów Towarzystwa Osiedli Robotniczych na Kole przy ul. Obozowej
- budowa gmachu PKO przy ul. Marszałkowskiej 134
- budowa domu dr. J. Wedla przy ul. Puławskiej 28
- budowa gmachu BGK przy ul. Rozbrat (lata 1936–1939)